# Regulice (Nysa)
Regulice (deutsch Rieglitz) ist ein Ort in der Stadt- und Landgemeinde Nysa (Neisse) im Powiat Nyski in der Woiwodschaft Opole (Oppeln) in Polen.

## Geographie
Das Straßendorf Regulice liegt im Südwesten von Oberschlesien, Kilometer nordwestlich von Nysa und 52 Kilometer südwestlich von Opole in der Nizina Śląska (Schlesische Tiefebene). Östlich des Dorfes verläuft die Bahnstrecke Opole–Nysa und im Süd-Osten die Droga krajowa 46.
Nachbarorte von Regulice sind im Norden Bykowice (Beigwitz), im Osten Hanuszów (Hannsdorf) und im Westen Sękowice (Sengwitz).

## Geschichte
Im Breslauer Zehntregister Liber fundationis episcopatus Vratislaviensis aus den Jahren 1295–1305 wurde Regulitz erstmals erwähnt. 1334 wurde die Schreibweise „Regulicz“ verwendet.
Nach dem Ersten Schlesischen Krieg 1742 fiel Rieglitz mit dem größten Teil Schlesiens an Preußen.
Nach der Neuorganisation der Provinz Schlesien gehörte die Landgemeinde Rieglitz ab 1816 zum Landkreis Neisse, mit dem es bis 1945 verbunden blieb. 1845 bestanden im Dorf eine Kapelle, eine Mühle und 30 weitere Häuser, und die Einwohnerzahl lag bei 187 Bewohnern, allesamt katholisch. 1855 waren es 215 Menschen Einwohner. 1865 sind belegt eine Erbscholtisei, 11 Bauernhöfe, neun Gärtner- und fünf Häuslerstellen. In den Jahren 1865–1873 wurde auf den Fluren von Rieglitz das Fort Rieglitz als Außenstelle der Festung Neisse angelegt. 1874 wurde der Amtsbezirk Bösdorf gegründet, dem die Landgemeinden Gießmannsdorf, Glumpenau, Jentsch, Nowag und Stephansdorf und die Gutsbezirken Gießmannsdorf, Glumpenau, Jentsch, Nowag und Schilde eingegliedert wurden. 1885 zählte Rieglitz 824 Einwohner.
1933 lebten in Rieglitz 213 und 1939 waren es 199 Einwohner.
Als Folge des Zweiten Weltkriegs fiel Rieglitz 1945 mit dem größten Teil Schlesiens an Polen. Nachfolgend wurde es in Regulice umbenannt. Die deutsche Bevölkerung wurde, soweit sie nicht schon vorher geflohen war, weitgehend vertrieben. Die neu angesiedelten Bewohner waren teilweise Zwangsumgesiedelte aus Ostpolen, das an die Sowjetunion gefallen war.
1950 kam Regulice zur Woiwodschaft Opole, 1999 wurde es dem Powiat Nyski eingegliedert.

## Einwohner und Häuser
- 1784: 24 Stellen
- 1845: 187 Einwohner, 30 Häuser
- 1895: 216 Einwohner, 26 Häuser, 32 Haushalte
- 1939: 198 Einwohner, 36 Haushalte[7]
- 2007: 324[8]

## Sehenswürdigkeiten
- Die römisch-katholische Franziskuskirche (polnisch Kościół św. Franciszka) wurde 1992 erbaut.[9]